# Guan Siyang
Guan Siyang (chinesisch 關 思揚 / 关 思扬, Pinyin Guān Sīyáng; * 30. März 1991) ist ein chinesischer Marathonläufer.
2015 wurde er Zwölfter beim Chongqing-Marathon mit seiner persönlichen Bestzeit von 2:16:24 h und kam bei den Leichtathletik-Weltmeisterschaften in Peking auf den 34. Platz.